# Ophioglossum ammophilum
Ophioglossum ammophilum là một loài dương xỉ trong họ Ophioglossaceae. Loài này được C.D.Adams mô tả khoa học đầu tiên năm 1954.
Danh pháp khoa học của loài này chưa được làm sáng tỏ. 